# Полічко (Лодзинське воєводство)
Полічко (пол. Policzko) — село в Польщі, у гміні Пшедбуж Радомщанського повіту Лодзинського воєводства.
Населення — 142 особи (2011).
У 1975—1998 роках село належало до Пйотрковського воєводства.

## Демографія
Демографічна структура станом на 31 березня 2011 року:
|          | Загалом | Допрацездатний вік | Працездатний вік | Постпрацездатний вік |
| -------- | ------- | ------------------ | ---------------- | -------------------- |
| Чоловіки | 73      | 16                 | 43               | 14                   |
| Жінки    | 69      | 17                 | 31               | 21                   |
| Разом    | 142     | 33                 | 74               | 35                   |